# Mads Christensen (läkare)
Mads Christensen, född 16 augusti 1805 i Assens, död 27 april 1864 i Köpenhamn, var en dansk läkare. 
Christensen började att studera farmaci, men övergick snart, påverkad av dåvarande överläkaren vid Almindelig Hospital J.C.W. Wendt, till medicin och avlade 1829 medicinsk examen och disputerade för doktorsgraden 1836. Redan som student var han kandidat på Almindelig Hospital, dit han var knuten under hela sitt liv, med undantag för 1831–1834, då han var distriktsläkare i Köpenhamn. År 1834 blev han reservmedikus vid nämnda sjukhus, 1838 vid Wendts död övermedikus, en tjänst som han behöll till sjukhusets omorganisation vid öppnandet av Kommunehospitalet 1863. 
Som överläkare vid Almindelig Hospital utvecklade Christensen en betydande verksamhet och förbättrade bland annat den tidigare bristfälliga journalföringen och företog mycket noggranna obduktioner. Han hade även stort inflytande på de studerande, då han på ett älskvärt sätt kunde hålla dem i strängt och noggrant arbete. Åren 1860–1862 var han tillförordnad professor på medicinska kliniken, efter att Carl Emil Fenger hade lämnat denna tjänst. Som författare skrev han, främst i "Hospitalsmeddelelser", som utgavs av sjukhusöverläkarna, en rad längre artiklar, huvudsakligen återgivelser av hans egna erfarenheter.